# Panonska Liga
Panonska Liga var en internationell ishockeyliga i Östeuropa. Ligan skapades 2002, och bestod ursprungligen av lag från Kroatien, Rumänien och Ungern. HK Vojvodina blev säsongen 2003/2004 första klubb från Serbien att spela i ligan. Ligan låg sedan nere efter säsongen 2003/2004, då rumänska och ungerska lag gick samman och bildade MOL Liga. Panonska Liga kom igång igen säsongen 2007/2008, med lag från Kroatien och Serbien.

## Mästare
- 2002/2003:  Ferencvárosi TC
- 2003/2004:  SC Miercurea Ciuc

- 2007/2008:  KHL Mladost
- 2008/2009:  HK Vojvodina